# Commission centrale d'arbitrage (handball)
La Commission centrale d'arbitrage est une commission de la Fédération française de handball, chargée de la formation, du développement et de l'encadrement de l'arbitrage au niveau national. Elle est notamment responsable des arbitres allant du grade de G4 à G1.